# 台湾の日本酒
台湾の日本酒（たいわんのにほんしゅ）では、台湾における日本酒について述べる。

## 近年の生産と消費

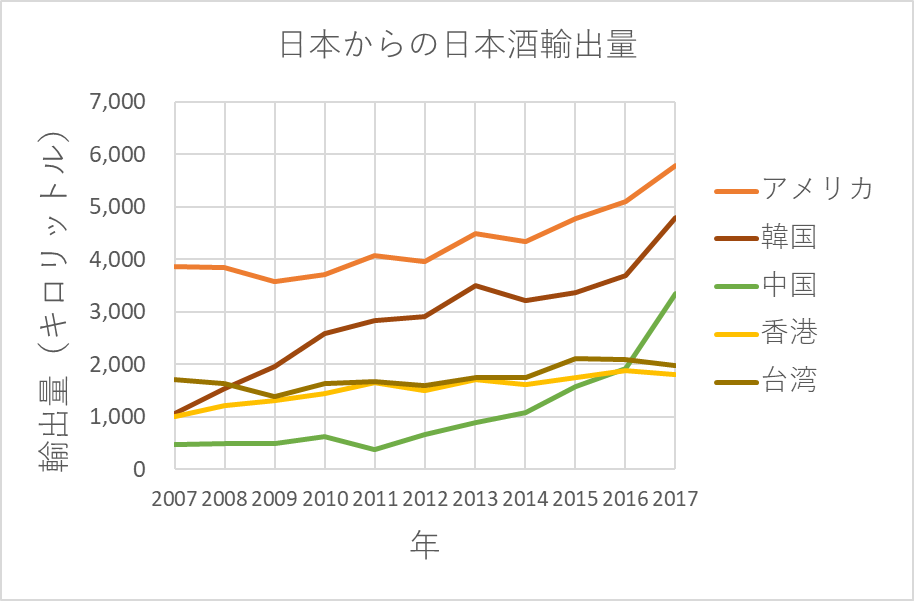
日本から各国への日本酒輸出量推移

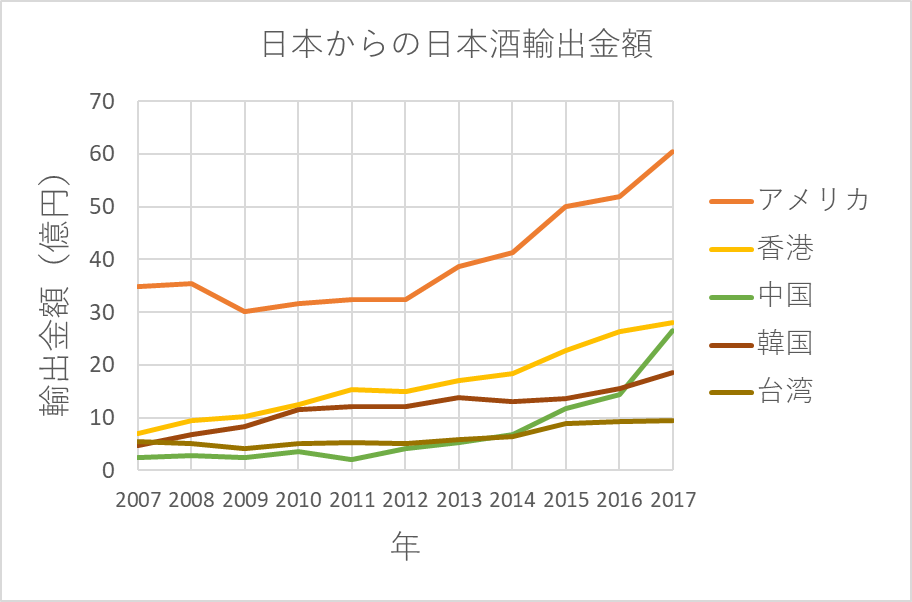
日本から各国への日本酒輸出金額推移

台湾では、2008年の時点で台湾煙酒公司によって年間14,000石（2,520kL）の日本酒が製造されている。その他、霧蜂郷農舎など100石（18kL）程度の小規模な生産を手掛ける一般企業や農業組合の運営する酒蔵も存在し、日本の酒造メーカーの指導を受けながら日本酒を生産している。近年は純米吟醸酒など高級な商品も製造されている。2008年の台湾の日本酒生産量は、日本国外では大韓民国、アメリカ合衆国、中華人民共和国に次ぐ世界4位に相当する。日本に少量が輸出された年もあるが、ほぼ全量が台湾国内で消費されている。
台湾が輸入する日本酒の99%は日本からのもので、2017年の時点で年間1,985kL、金額ベースで9億4,800万円が輸入されている。日本にとって日本酒の輸出相手先としては台湾は金額ベースで第5位にあたり、台湾向けの農林水産物および食品の輸出品目の中でアルコール飲料は金額ベースで第2位となっている。なお、韓国やアメリカからの輸入はわずかであり、台湾煙酒公司製の廉価な日本酒が普及していることが影響していると見られる。
台湾のナショナルブランドの日本酒は、スーパーマーケットやコンビニエンスストアで600mlで150台湾元ほどで販売されている。小売店においては日本酒販売は置き売りが主流であり、高級品の回転率は低い。日本から輸入した日本酒は40%の関税もあって日本国内の2 - 3倍の価格で販売され、日本料理店に卸されるほか百貨店や酒専門店でも販売されている。2012年にJETROが行った調査によれば、日本酒購入時に台湾人が重視する項目は「味」が21%でトップとなる一方、「価格」は13%で他国に比べて高い割合となっている。また、日本料理店の顧客であっても35%が日本酒を飲まず、21%は「日本酒に興味がない」と回答している。

## 法令および税制上の扱い
台湾では、タバコ酒類管理法第31条によって対面で年齢を確認して酒を販売する事が義務付けられているため、日本酒も自動販売機や通信販売などによる販売は禁止されている。台湾の税体系では日本酒は一般的に「その他の醸造酒類」に分類され、1Lあたりアルコール度数×7台湾元のタバコ酒類税がかけられる。なお、合成清酒は「再製酒」に分類され、アルコール度数20%以下では1Lあたり7台湾元、20%超では1Lあたり185台湾元のタバコ酒類税がかけられる。
台湾国外からの輸入に対しては、醸造酒としてCIF価格に対して40%の関税がかけられる。

## 歴史

### 19世紀末から1910年代まで
1895年に日本による統治が始まると、台湾には多くの日本人が移住し日本酒に対する需要が生まれた。台湾には伝統的な蒸留酒が存在していたが、亜熱帯の気候は日本酒造りに適さず、1901年には当時居住していた42,000人の日本人に向けて日本から16,493石（2,969kL）の日本酒が移入されている。この頃から、台湾各地で日本人が清酒の製造を試みるようになり、1907年には8名の日本人業者が個人の酒造免許を保有していた。その多くは本格的な醸造ではなく再製清酒であり、1910年頃の台湾中部では再蒸留して臭気を除いた糖蜜酒を使用していた。
当時は容量1石2 - 3斗（216 - 234L）の甕を使い、冬季の12 - 3月に仕込みが行われた。酒母造りで生酛は困難なため、水酛と呼ばれる菩提酛が多くの場合採用されていた。段掛けは多くの場合2段掛けであり、留添えから早ければ6 - 7日で発酵を終了させていた。もろみを圧搾してからはすぐに火入れを行って出荷するなど、暑い気候に対応した製法が取られていた。
1914年には、台湾総督府技師の藤本鐵治と東京税務監督局技手の森康宏らが独立し、日本芳醸社を設立した。同社は冷却器を備えた鉄筋コンクリート造りの建物で、先進的な技術を取り入れた酒造を行った。酛米には肥前産の粳米、麹米には台湾中部産米を用い、酛は山廃酛や速醸酛を採用している。「胡蝶蘭」、「高砂」などの清酒を造り、マニラやシンガポールにも試験出荷したが腐敗しなかったという。1917年には台北庁管内で生産された日本酒6,785石（122kL）のうち4,093石(737kL)を占めるなど好調だったが、工場内の微生物汚染が原因で1920年頃には清酒製造からアルコール精製に業務を転換している。
このほか、1916年には大正製酒が設立され、1922年の時点で台中および嘉義の工場で合計2,053石(370kL)の再製清酒を製造していた。1912年に本島人によって設立された埔里社酒造は、酒造に適した埔里街の気候を活かして年間894石(161kL)の米酒とともに同125石(23kL)の再製清酒を製造していた。これらの活動によって、1900年代に2,500 - 3,800石(450 - 684kL)だった日本酒生産量は、1914年には5,000石(1,800kL)、1918年には10,290石(1,852kL)となっている。

### 専売局時代
第一次世界大戦が終結し、1920年に戦後恐慌が生じると台湾総督府でも歳入不足が深刻な問題となった。既に専売となっていたアヘンや樟脳などに加えて酒も対象とする事が検討され、総督の田健治郎の判断によって、蒸留酒や日本酒など酒類全てを製造から販売まで専売の対象とする、世界的にも珍しい制度が1922年7月1日から始まった。工業用アルコールの製造と、設立後間もない大正製酒の事業を除き、全ての酒造業者が台湾総督府専売局に統合された。
当時の台湾には約200の零細業者があり、1922年の時点で31の業者が醸造清酒および再製清酒を年間9,000石(1,620kL)ほど製造していた。これらの業者には、工場などの財産に対して政府から補償金が公債により支払われた。また、当時は日本本土から白鹿や白鶴酒造、菊正宗酒造など関西系のメーカーを中心に年間20,000石(3,600kL)近くが台湾に出荷されていた。専売局は設備の良い工場を選定して酒造事業を継承し、清酒や糖蜜酒、焼酎など10種類に品目を絞った上で清酒の製造に3工場を充てた。これには、大正製酒の台中工場、埔里社酒造の埔里工場、宜蘭振拓の花蓮港工場が、地域性や設備の状態から選ばれている。
専売局の清酒はアルコール度数17度の「福禄」と同16度の「万寿」だったが、冷蔵庫内で作った清酒醪にエタノールを添加した福禄の品質は極めて評判が悪かった。専売局の中沢亮治と鈴木梅太郎が個人的に親しかった事もあり、理研酒の技術を導入して専売局は1926年から合成清酒の試作を始め、同年から理研酒を添加した「福禄二号」の販売が始まった。添加用の理研酒は年間20,000 - 30,000石(3,600 - 5,400kL)に達し、第二次世界大戦中には50,000石(9,000kL)にもなった。なお、1933年には万寿にも理研酒を加えるようになるなど、当時の台湾の清酒の品質は高くなかったが、専売局が清酒製造を始めてから日本本土からの移入量は約半分まで激減している。
台湾における高級な清酒の需要は限定的だったため、専売局は福禄の品質を向上させながら低廉な価格で大量に供給する事を求められた。このため、冷却用の電気を台湾電力から安価に供給される協定を結び、1930年には安価な台湾産米を使用した「瑞光」の開発に成功した。また1938年には内地米を用いた最高級清酒の「凱旋」を発売して好評を得たため、翌1939年には板橋に工場を新設して増産した。しかし、1941年に太平洋戦争が始まると原料供給が困難になり製造が中止されている。

### 中華民国統治時代
煙草と酒の専売制は中華民国に引き継がれ、1945年の台湾省政府設置後は菸酒公売局が製酒工場を管理し、中国式の「酒廠」となった。台中および板橋、埔里の各酒廠で清酒の製造も継続されたが、「日本酒」という名称は使われなくなった。板橋では福禄を「芬芳」、さらに「福寿酒」と改称して合成清酒の生産を行っていたが、1970年に生産中止となった。また、同じく板橋では凱旋を「勝利」、「特級清酒」と改称して蓬萊米を原料に生産を続けていた。1951年には1,490kLを生産していたが、紹興酒などに取って代わられ、こちらも1973年に生産中止となっている。この時点で、台湾における日本酒の製造は途絶えた。
一方、経済成長にともなって都市化が進んだ事から、台北や板橋、樹林の酒廠を統合して1989年に林口区に林口酒廠が設立された。しかし、紹興酒の生産が過剰で年間生産量を超えるほどの在庫が生じたため、遊休化しそうになった製造設備を利用して「日式清酒」の研究開発が行われた。これによって、台湾煙酒公司から1997年に24年ぶりの清酒となる「玉泉清酒」が発売された。蓬莱米を原料として精米歩合は70%、発酵終了後にアルコールを添加してろ過している。市場で好評を博し、1999年に林口酒廠は玉泉清酒の生産に専念し、2000年には生産量がピークの17,280kLに達している。また、2002年には加熱殺菌しない冷酒用の「玉泉生清酒」、2004年にはアルコールを添加しない純米の「玉泉酔舞清酒」を発売している。
また、2002年にWTOに加盟したことで台湾の酒の専売制は終了し、民間業者が自由に日本酒を製造できるようになった。これを受けて、小規模な生産を手掛ける企業も存在する。なお、日本からの日本酒輸入は1996年の5,827kLから2008年には1,626kLまで減少しているが、一方で日本料理店などで高級な地酒の利用が増えている。21世紀に入って、台湾における紹興酒と日本酒の需要は減少を続けているという。